# Kyadigikoppa, Shikarpur
Kyadigikoppa là một làng thuộc tehsil Shikarpur, huyện Shimoga, bang Karnataka, Ấn Độ.